# Radu Berceanu
Radu Mircea Berceanu (* 5. März 1953 in Râmnicu Vâlcea, Kreis Vâlcea) ist ein rumänischer Jurist und Politiker der Front zur Nationalen Rettung FSN (Frontul Salvării Naționale), der Demokratischen Partei PD (Partidul Democrat) sowie der Demokratisch-Liberalen Partei PD-L (Partidul Democrat Liberal), der zwischen 1990 und 2004 Mitglied der Abgeordnetenkammer (Camera Deputaților) sowie von 2004 bis 2012 Mitglied des Senats (Senatul) war. Er war darüber hinaus mehrmals Minister in verschiedenen Kabinetten.

## Leben

### Ingenieur, Mitglied und Vizepräsident der Abgeordnetenkammer
Radu Mircea Berceanu begann nach dem Schulbesuch ein Studium an der Fakultät für Flugzeugbau der Polytechnischen Universität Bukarest und schloss dieses 1978 ab. Im Anschluss war er zwischen 1978 und 1980 Ingenieur am Flugtestzentrum der Luftfahrtindustrie und danach zwischen 1980 und 1989 Professor an der Hochschule für Flugzeugbau in Craiova. Zugleich war er von 1984 bis 1989 Ingenieur im Staatlichen Betrieb für Flugzeugbau in Craiova. Nach der Rumänischen Revolution vom 16. bis zum 27. Dezember 1989 engagierte er sich von 1989 bis 1990 als Vorsitzender des Provisorischen Rates der Nationalen Union CPUN (Consiliul Provizoriu de Uniune Națională) sowie des Rates der Front zur Nationalen Rettung FSN (Consiliul Frontul Salvării Naționale) in Dolj. Zugleich war er Mitglied des Zentralrates der CPUN. Am 18. Juni 1990 wurde er im Wahlkreis Nr. 17 Dolj für die Front zur Nationalen Rettung FSN (Frontul Salvării Naționale) erstmals Mitglied der Abgeordnetenkammer (Camera Deputaților). Er besuchte 1990 einen Lehrgang für parlamentarischen Angelegenheiten in Kanada sowie 1991 einen Lehrgang für demokratische Institutionen in den USA. Während dieser ersten Legislaturperiode war er zwischen September und Oktober 1992 Vizepräsident der Abgeordnetenkammer.
1992 wurde Berceanu für die FSN im Wahlkreis Nr. 17 Dolj erneut zum Mitglied der Abgeordnetenkammer gewählt. Während der Legislaturperiode war er zwischen Oktober 1992 und Juni 1996 Mitglied des Ständigen Büros, also des Präsidiums, der Abgeordnetenkammer. 1993 gehörte er zu den Gründungsmitglieder der Demokratischen Partei PD (Partidul Democrat) bei. Er war zwischen September und November 1996 erneut Vizepräsident der Abgeordnetenkammer. Innerhalb der PD engagierte er sich als Präsident der Parteiorganisation in Dolj sowie als Sekretär, Vizepräsident und Geschäftsführender Vizepräsident der PD. Auch 1996 wurde er für die Demokratische Partei im Wahlkreis Nr. 17 Dolj wiederum zum Mitglied der Abgeordnetenkammer gewählt. In der Folgezeit war er zwischen November 1996 und Dezember 1997 abermals Mitglied des Ständigen Büros sowie zuletzt von Februar bis April 1996 Vizepräsident der Abgeordnetenkammer.

### Minister, Senator und Vizepräsident des Senats
Am 17. April 1998 wurde Radu Berceanu als Minister für Industrie und Handel (Ministrul industriei și comerțului) in das Kabinett Vasile berufen und gehörte diesem bis zum Ende der Amtszeit des Kabinetts am 22. Dezember 1999 an. Den Posten des Ministers für Industrie und Handel bekleidete er vom 22. Dezember 1999 bis zum 28. Dezember 2000 auch im Kabinett Isărescu. 2000 wurde er für die PD im Wahlkreis Nr. 17 Dolj wieder zum Mitglied der Abgeordnetenkammer gewählt und war dort bis November 2002 Sekretär des Geschäftsordnungsausschusses. Im Anschluss wurde er Mitglied des Ausschusses für Industrie und Dienstleistungen, ehe er zuletzt zwischen Februar und September 2004 wieder Vizepräsident der Abgeordnetenkammer war.
Bei den Wahlen am 28. November 2004 wurde Berceanu im Wahlkreis Nr. 17 Dolj erstmals zum Mitglied des Senats (Senatul) gewählt. Er war zunächst bis Oktober 2005 Mitglied des Ausschusses für Chancengleichheit und zugleich zwischen Dezember 2004 und Februar 2006 Mitglied des Ständigen Büros des Senats. Im Oktober 2005 wurde er Vize-Vorsitzender der Fraktion der Demokratischen Partei PD (Partidul Democrat) sowie der Nationalliberalen Partei PNL (Partidul Național Liberal) und bekleidete diese Funktion bis April 2007. Er war des Weiteren zwischen Oktober 2005 und Juni 2006 Mitglied des Ausschusses für Haushalt, Finanzen, Bankwesen und Kapitalmarkt sowie danach zwischen Februar und Juni 2006 Vizepräsident des Senats und von Juni bis September 2006 Vorsitzender des Sonderausschusses zur Änderung und Ergänzung der Geschäftsordnung des Senats. Im Zuge einer Regierungsumbildung übernahm er am 13. Juni 2006 von Gheorghe Dobre im Kabinett Tăriceanu I den Posten als Minister für Verkehr, Bauwesen und Tourismus (Ministrul transporturilor, construcțiilor și turismului) und hatte diesen bis zum 5. April 2007 inne. Im Februar 2007 wurde er Mitglied des Ausschusses für die Privatisierung und Verwaltung des Staatsvermögens sowie von Februar 2007 bis Februar 2008 wieder Mitglied des Ständigen Büros des Senats. Nachdem im Dezember 2007 die PD mit der Partidul Liberal Democrat PLD (Liberaldemokratischen Partei) unter Theodor Stolojan zur Partidul Democrat Liberal PD-L (Demokratisch-Liberale Partei) fusionierte, wurde er Mitglied der neuen PD-L-Fraktion. Er wurde im Februar 2008 wieder Vizepräsident des Senats, legte sein Senatsmandat allerdings am 14. April 2008 nieder.

### Wiederwahl in den Senat und Kontroversen
Radu Berceanu wurde bei den Wahlen am 30. November 2008 im Wahlkreis Nr. 17 Dolj für die PD-L wiederum zum Mitglied des Senats gewählt und wurde zunächst Mitglied des Ausschusses für Menschenrechte, Kulte und Minderheiten. Er wurde am 22. Dezember 2008 Minister für Verkehr und Infrastruktur (Ministerul Transporturilor şi Infrastructurii) im Kabinett Boc I und bekleidete dieses Amt bis zum 23. Dezember 2009. Zugleich fungierte er als Nachfolger von Ilie Sârbu zwischen dem 1. Oktober und dem 23. Dezember 2009 auch als kommissarischer Minister für Landwirtschaft und ländliche Entwicklung (Ministerul Agriculturii, Padurilor si dezvoltarii rurale (interimat)). Im darauf folgenden Kabinett Boc II bekleidete er vom 23. Dezember 2009	bis zu seiner Ablösung durch Anca Boagiu am 3. September 2010 weiterhin den Posten als Minister für Verkehr und Infrastruktur.
Im Juni 2010 gab der Abgeordnete Gelu Vișan (PDL) bekannt, dass das Bauunternehmen Telcond aus dem Landkreis Dolj, an dem Berceanus Söhne beteiligt waren, in den letzten Jahren „bevorzugt“ Verträge mit Bürgermeistern und Institutionen gewonnen hat, die von PDL-Mitgliedern geführt werden. Die Unternehmen, an denen er direkt oder indirekt (über ein anderes Unternehmen) als Aktionär auftritt oder mindestens eines der Vorstandsmitglieder Mitglied der Berceanu-Familie ist, sind AVI SRL, Parky SRL, Vaber Invest Group SRL, La Birotique & CO SRL, Piscine Solara SRL und R.M.C. SRL. Das wichtigste Unternehmen von Radu Berceanu ist AVI SRL, ein 1994 gegründetes Unternehmen, dessen Gewinn sich kurz nach Berceanus Amtsantritt als Minister für Industrie und Handel um das 20-fache erhöhte.
Nach seinem Ausscheiden aus der Regierung wurde er im September 2010 Mitglied des Senatsausschusses für Wirtschaft, Industrie und Dienstleistungen. Ferner war er zwischen Februar 2011 und Februar 2012 zuerst Mitglied des Ständigen Büros sowie anschließend von Februar bis September 2012 Quästor des Ständigen Büros des Senats.
Aus seiner 1978 geschlossenen Ehe mit Mihaela-Marinela Berceanu gingen die beiden Söhne Victor und Andrei hervor.

## Weblink
- Lebenslauf auf der Homepage der Abgeordnetenkammer